# Palazzina dei Servi

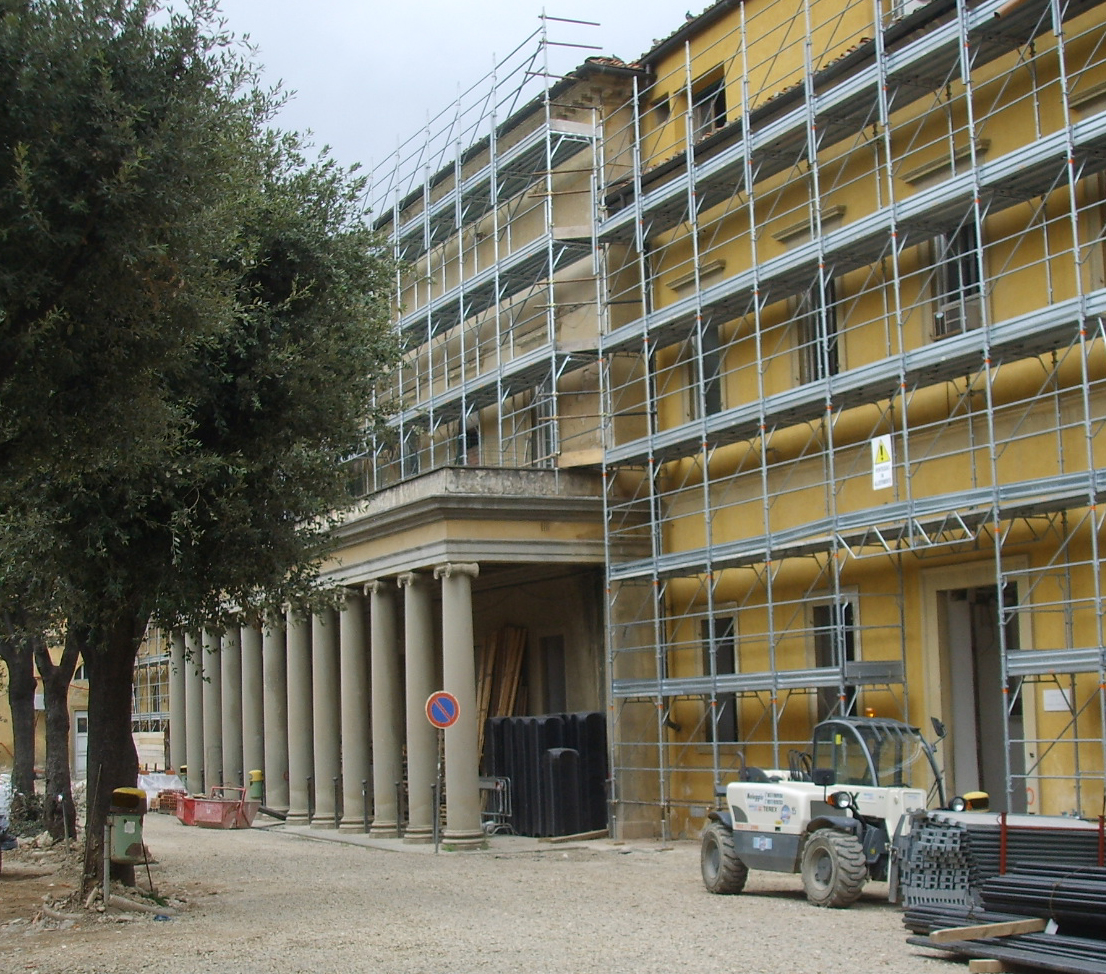
A Palazzina dei Servi em restauro (Abril de 2008).

A Palazzina dei Servi é um palácio de Florença situado no nº 9 da Via Gino Capponi.
Situado nas traseiras do convento da Basilica della Santissima Annunziata, toma o próprio nome da Ordem dos Servos de Maria (Servi di Maria), que aqui tinham as suas hortas. Por aquela rua, na verdade, só se acede ao jardim, enquanto a verdadeira entrada do edifício se encontra na direcção sul, precedida por uma projecção porticada com colunas.

## História e Arquitectura
O palácio foi construído em estilo neoclássico, em 1810, para o arcebispo francês Antoine-Eustache d'Osmond, que foi enviado por Napoleão Bonaparte para reger Florença durante o período da ocupação francesa da arquidiocese.
O projecto foi confiado ao principal arquitecto da época, Luigi de Cambray Digny, o qual criou um conjunto, ao mesmo tempo, grandioso e cenográfico, com poucas decorações essenciais, mas com uma notável profusão de elementos clássicos e mármores. Osmond viveu aqui entre 1811 e 1813, antes de partir apressadamente para França com a fuga de Elisa Baciocchi da Toscânia.
Actualmente, o palacete pertence à Universidade de Florença, que aqui manteve por muito tempo a Faculdade de Química, embora agora o use como secretaria extraordinária para as matrículas e para outras actividades não didáticas.
No interior, uma placa em latim recorda a passagem do palácio para a utilização como local de ensino da Química, com a data de 1887.